# Danzig (musikgrupp)
Danzig är ett amerikanskt rockband som hade sin storhetstid i det tidiga nittiotalet.
Glenn Danzig som startade bandet som frontman var tidigare känd som sångare och frontfigur i punkbandet The Misfits och under 1980-talet Samhain, bandet som enligt vissa utvecklades till dagens Danzig. Danzig är främst kända tack vare låten "Mother" (1988), som blev en hit i USA några år efter att den gavs ut första gången. Danzigs logo kommer från The Giant Gila Monster.

## Medlemmar genom åren
Nuvarande medlemmar
- Glenn Danzig – sång, sologitarr, rytmgitarr, keyboard (1987– )
- Tommy Victor – sologitarr (1996–1997, 2002–2005, 2008– )
- Johnny Kelly – trummor, percussion (2002–2003, 2005– )
- Steve Zing – basgitarr, bakgrundssång (2006– )

Tidigare medlemmar
- John Christ (John Knoll) – sologitarr, bakgrundssång (1987–1995)
- Eerie Von (Eric Stellmann) – basgitarr (1987–1995)
- Chuck Biscuits – trummor (1987–1994)
- Joey Castillo – trummor (1994–2002)
- Josh "Lazie" Resnik – basgitarr (1996–1997, 1998–2000)
- Mark Chaussee – sologitarr (1996)
- Rob "Blasko" Nicholson – basgitarr, bakgrundssång (1997–1998)
- Dave Kushner – sologitarr (1997)
- Jeff Chambers – sologitarr (1998–1999)
- Todd Youth (Todd Schofield) – sologitarr (1999–2003, 2007–2008)
- Howie Pyro (Howard Kusten) – basgitarr, bakgrundssång (2000-2003)
- Charlee "X" Johnson – trummor (2002)
- Bevan Davies – trummor (2003–2005)
- Jerry Montano – basgitarr, bakgrundssång (2003–2006)
- Bevan Davies – trummor (2003–2005)
- Joe Fraulob – sologitarr (2005–2006)
- Kenny Hickey – sologitarr (2006–2007)
- Karl Rosqvist – trummor (2007–2008)

## Diskografi
- 1988 – Danzig
- 1990 – Danzig II: Lucifuge
- 1992 – Danzig III: How the Gods Kill
- 1992 – Black Aria (Glenn Danzig solo)
- 1993 – Thrall: Demonsweatlive (Live EP)
- 1994 – Danzig 4
- 1996 – Blackacidevil
- 1999 – 6:66 Satan's Child
- 2001 – Live on the Black Hand Side (Live)
- 2002 – I Luciferi
- 2004 – Circle of Snakes
- 2007 – The Lost Tracks of Danzig
- 2010 – Deth Red Sabaoth
- 2015 – Skeletons
- 2017 – Black Laden Crown